# Podvodna fotografija
Podvodna fotografija je jedan od oblika fotografije kao medija. To je proces stvaranja fotografija nalazeći se ispod površine vode, najčešće prilikom ronjenja, plivanja ili spuštanjem kamere u vodu daljinskim.
Podvodna fotografija zavisi od opreme, uslova snimanja, osvetljenja, vremenskog trajanja samog snimanja, ponašanja i kretanja u vodi. 

## Istorija podvodne fotografije
Početkom četrdesetih godina 19. veka, kada fotografija tek osvaja svet, inženjer Kristijan August Siebe dizajnirao je prvo ronilačko odelo sa specijalnim ventilom za disanje. Istorija podvodne fotografije beleži da je 1856. godine Englez Vilijem Tompson snimo prve fotografije na šest metara dubine. Iste godine, nemački inženjer i konstruktor podmornice Vilhelm Bauer pokušao je da, za potrebe vojske, napravi nekoliko snimaka u zalivu u Rusiji, fotografišući kroz okna svoje podmornice. Fotografsko udruženje iz Marselja je 1882. godine raspisalo međunarodni konkurs za nagradu od 500 zlatnih franaka za fotografiju koja će prikazivati scenu podvodnog života. Konkurs nije uspeo jer se nije prijavio dovoljan broj učesnika.  
Prve uspele podvodne fotografije snimio je francuski biolog i doktor nauka Luj Butan 1893. godine, zajedno sa Žosefom Davidom u Sredozemnom moru, nedaleko od francusko-španske granice (Banylus-Sur-Mer). Butan je koristio fotoaparat malog formata (9 x 12 cm), koji je smestio u hermetički zatvoren sanduk (preteča podvodnog kućišta) s elastičnim balonom, koji je služio za izjednačavanje pritiska morske vode izvan sanduka sa onim koji je u njemu. Krajem devedesetih, tačnije 1899. godine, Luj Butan je počeo da koristi veći fotoaparat (18 x 24 cm) i s prvim podvodnim magnezijumskim blicem uspeo je da snimi fotografije na dubini od čak 50 metara. Tih godina pokušao je da napravi i prvu podvodnu panoramsku fotografiju, ali bez uspeha.

### Usavršavanje opreme
Džon Ernest Viljemson snimio je prvi podvodni film 1907. godine.
Prve podvodne kolor-fotografije s prikazima riba nastale su u Meksičkom zalivu 1927. godine, a snimili su ih fotograf časopisa National Geographic Čarls Martin i ihtiolog dr Vilijem Longlija. Poznato je da je Martin za snimanje koristio fotoaparat u vodootpornom kućištu, a za osvetljenje nekoliko kilograma eksplozivnog magnezijumskog praha koji je pružao odlično osvetljenje i na dubini od nekoliko metara. Ovaj fotograf, nije samo snimao floru i faunu okeana, već je sarađivao i sa arheolozima, fotografišući podvodne arheološke lokalitete i iskopine iz prekolumbovskog perioda. 
Tridesetih i četrdesetih godina Austrijanac Hans Has uradio je na hiljade podvodnih fotografija. Nakon Drugog svetskog rata, pored fotografisanja, Has se posvetio snimanju filmova i emisija. Vreme nastanka Haseovih filmova ujedno je i period kada se razvija savremena podvodna fotografija. Pored novih tipova fotoaparata, dizajnirano je ronilačko odelo koje je bilo fleksibilno i izdržljivo na pritisak. Tih godina u upotrebu ulazi i boca za ronjenje. 
Pedesetih godina Čarls Martin započeo je saradnju s Žak-Ivom Kustoom. Godine 1956. Martin je pratio Kustoa na njegovom brodu ”Kalipso” od Tulona (Francuska) do Sueckog kanala. Rezultat ovog puta bilo je oko 1200 kolor-fotografija. Naredne godine Žan de Vuters je u saradnji s Kustoom osmislio specijalni fotoaparat (Calypso-phot) s brzinom okidača 1/1000 sekundi. Nikon je, takođe, započeo proizvodnju ovakvog fotoaparata – Nikonos. Prvi se pojavio 1963. i nazvan je po Vutersovom i Kustoovom izumu Nikonos-Calypso. 
Veliki doprinos savremenoj podvodnoj fotografiji dao je i francuski inženjer Dimitri Rebikov pronalaskom elektronskog blica, nekoliko vrsta podvodnih kućišta za fotoaparate malog formata i mnogim drugim tehnološkim izumima. 
U narednim decenijama dvadesetog veka tehnika je nastavila da se usavršava i podvodna fotografija je prelazila granice. Među najznačajnijim fotografima ovog žanra danas se nalaze: Emori Kristof, koji je među prvima 1985. godine, a uz pomoć robot kamere, snimio olupine Titanika; Flip Niklin (Flip Nicklin); Bil Kurtsinger (Bill Curtsinger); Dejvid Dubilet (David Doubilet); Ralf Kifner (Ralf Kiefner) i drugi. Ovakav vid fotografije privukao je i fotografe koji se bave modnom i akt-fotografijom. Pedesetih i šezdesetih godina italijanski fotograf Serđo de Saco uradio je serije crno-belih akt-fotografija.

## Osvetljenje
Glavna prepreka sa kojim se suočavaju podvodni fotografi jeste gubitak boje i kontrasti u većim dubinama usled nepovoljnog osvetljenja. 
Duže talasne dužine sunčevog zračenja (kao što su crvena ili narandžasta boja) se brzo apsorbuju u vodi i na taj način golom oku sve izgleda plavo-zeleno. 
Gubitak boje se ne povećava samo vertikalno, već i horizontalno, te predmeti dalje od kamere mogu izgledati bezbojno i nejasno. Ova pojava se javlja u naizgled čistoj vodi, kao što je voda oko tropskih koralnih grebena. Drugi efekat koje stvara okruženje je opseg vidljivosti. Voda je retko dovoljno jasna, a rastvorene i lebdeće materije mogu smanjiti vidljivost i apsorpcijom i rasipanjem svetlosti.
Podvodni fotografi rešili su ovaj problem kombinacijom dve tehnike. Prva je da kameru približe predmetu fotografije najviše moguće, smanjujući na taj način horizontalni gubitak boje. Mnogi profesionalni podvodni fotografi ne prihvataju blizinu veću od jednog metra. Druga tehnika je upotreba blica koji treba da vrati boju izgubljenu dubinom.

## Spoljašnje veze
- Underwater Photography Guide
- Dive Photo Guide